# Santa Colomba de Curueño
Santa Colomba de Curueño is een gemeente in de Spaanse provincie León in de regio Castilië en León met een oppervlakte van 91,95 km². Santa Colomba de Curueño telt 529 inwoners (1 januari 2016).

## Demografische ontwikkeling
Bron: INE, 1857-2011: volkstellingen